# Ruggero (nobile bizantino)
Ruggero (figlio di Dagoberto, in greco Ῥογέρης/Ῥογέριος ὁ τοῦ Τακουπέρτου?; fl. XI-XII secolo) era un nobile normanno che disertò nell'Impero bizantino dove entrò al servizio dell'imperatore Alessio I Comneno (regno 1081-1118). È il capostipite della nobile famiglia bizantina dei Ruggeri.

## Biografia
Ruggero era un signore normanno compagno di Roberto il Guiscardo, al fianco del quale partecipò alla conquista normanna dell'Italia meridionale. Nel 1080/1081, mentre Roberto il Guiscardo si preparava ad attraversare l'Adriatico e ad invadere l'Impero Bizantino, Ruggero disertò a favore dei Bizantini e informò il loro imperatore, Alessio I Comneno, dei preparativi normanni contro l'Impero e della sua intenzione di sbarcare nei pressi di Dyrrachium per poi prendere Costantinopoli. Secondo Nicola Callicle, si unì ai Normanni tra il 1081 e il 1085, prima di entrare definitivamente nell'Impero bizantino con il fratello Raul. Egli divenne il capostipite della famiglia dei Rauli.
Sia Anna Comnena, nella sua Alessiade, che Nicola Callicle, in un elogio scritto per il funerale di Ruggero, raccontano la successiva carriera di Ruggero sotto Alessio: ricevuto il titolo di sebastos, combatté con l'imperatore contro i Peceneghi e i Turchi Selgiuchidi, oltre che contro i Normanni. Nel 1098, insieme al fratello Raul, fu ambasciatore presso Goffredo di Buglione e, durante l'invasione dei Balcani da parte di Boemondo nel 1108, fu utilizzato come inviato e ostaggio nei negoziati tra i Normanni e l'Impero. In seguito fu anche uno dei firmatari del Trattato di Devol che pose fine alle ostilità tra Boemondo e Bisanzio.
Sia i cronisti bizantini che quelli occidentali lodarono Ruggero per il suo coraggio e per la sua eloquenza.

### Famiglia
Ruggero sposò una donna di cui non conosciamo il nome della famiglia dei Dalasseni, strettamente legata alla dinastia imperiale dei Comneni. Ebbe almeno un figlio accertato, il cesare Giovanni Ruggero Dalasseno. Un altro membro della famiglia, il sebastos Costantino Ruggero, fu contemporaneo di Giovanni Ruggero e servì sotto l'imperatore Giovanni II Comneno (1118-1143), ma la sua precisa relazione con Ruggero è sconosciuta.